# 김광린
김광린(金光麟, 1949년 12월 13일~)은 조선민주주의인민공화국의 외교관이자 정치인이다. 그의 아명(兒名)은 김광섭(金光涉)이다. 그는 조선민주주의인민공화국 국가원수 및 총리 등을 지낸 김일성(金日成, 1912년 4월 15일 출생 ~ 1994년 7월 8일 사망)의 셋째 사위이자, 조선민주주의인민공화국 국방위원장 등을 지낸 김정일(金正日, 1942년 2월 16일 출생 ~ 2011년 12월 17일 사망)의 배다른 매제이기도 하며, 북괴 국무위원장 김정은(金正恩, 1984년 1월 8일(41세) 출생 ~ )의 고숙이고, 김주애(金主愛, 2013년 3월 30일(12세)(음력 2월 19일) 출생 ~ )에게는 친갓댁 친척 대고모부님이 되는 이로, 지난날 그는 조선민주주의인민공화국 정무원 내각 국가계획위원장 등을 지냈다.

## 주요 이력

### 주요 경력
- 조선로동당 당무위원(1984년 이후)
- 오스트리아 주재 조선민주주의인민공화국 대사(1988년 8월~1992년 9월)
- 조선민주주의인민공화국 인민 정부 정무원 내각 국가계획위원회 부위원장 직무 1기(1994년 11월~1998년 8월)
- 조선민주주의인민공화국 국가검열성 부상(1998년 9월~2002년 1월)
- 조선민주주의인민공화국 국가검열성 국가검열상 직무대리(1998년 9월)
- 조선민주주의인민공화국 인민 정부 정무원 내각 국가계획위원회 부위원장 직무 2기(2002년 1월~2003년 9월)
- 조선민주주의인민공화국 인민 정부 정무원 내각 국가계획위원회 위원장(2003년 9월~2009년 4월)
- 조선민주주의인민공화국 최고인민회의 제12기 대의원